# Pahasapasaurus haasi
Il pahasapasauro (Pahasapasaurus haasi) è un rettile acquatico estinto, appartenente ai plesiosauri. Visse all'inizio del Cretaceo superiore (Cenomaniano, circa 100 milioni di anni fa) e i suoi resti fossili sono stati ritrovati in Nordamerica (Dakota del Sud).

## Descrizione
Questo animale è noto per uno scheletro ritrovato nella Greenhorn Limestone in South Dakota; i resti sono ben conservati e permettono di ricostruire un rettile acquatico di dimensioni medio - piccole, dal collo corto e dal cranio dotato di un rostro estremamente allungato. Anche la parte di mandibola in cui i due rami si univano (sinfisi) era molto allungata; i denti erano aguzzi, tutti più o meno delle stesse dimensioni e dotati di solchi solo sul lato mediale. Al contrario di altri animali simili (come Dolichorhynchops e Trinacromerum), le zampe trasformate in pinne di Pahasapasaurus erano dotate di falangi molto allungate.

## Classificazione
L'esemplare su cui si basa Pahasapasaurus era stato attribuito inizialmente a Polycotylus, un altro genere di plesiosauro dal collo corto vissuto nel Cretaceo superiore. Uno studio compiuto nel 2007 ha però dimostrato che questo fossile apparteneva a un genere distinto, dotato di caratteristiche primitive nelle zampe e soprattutto nelle ossa del palato: il parasfenoide era robusto, possedeva una notevole carena ventrale ed era fissato alla superficie dorsale degli pterigoidi, che erano uniti lungo la loro linea mediana anteriore al parasfenoide e non vi era la cavità interpterigoide. In ogni caso, Pahasapasaurus è considerato un membro basale della famiglia dei policotilidi, comprendenti plesiosauri di piccole dimensioni e dal rostro allungato. Un possibile stretto parente è Palmulasaurus, anch'esso proveniente dal Nordamerica.